# The Amazing Race 25
The Amazing Race 25 là mùa thứ 25 của chương trình The Amazing Race. 11 đội hai người trong cuộc đua sẽ tham gia một cuộc vòng quanh thế giới để giành lấy 1 triệu đô tiền thưởng.
Mùa này được chiếu tập đầu vào 26/9/2014 trên CBS cho mùa 2014-15, bắt đầu vào thứ sáu lúc 8 giờ tối, với chặng chung kết được chiếu vào 19/12/2014.
Các nhà khoa học về thức ăn Amy DeJong và Maya Warren đã chiến thắng mùa giải The Amazing Race này.

## Sản xuất

### Phát triển và quay phim

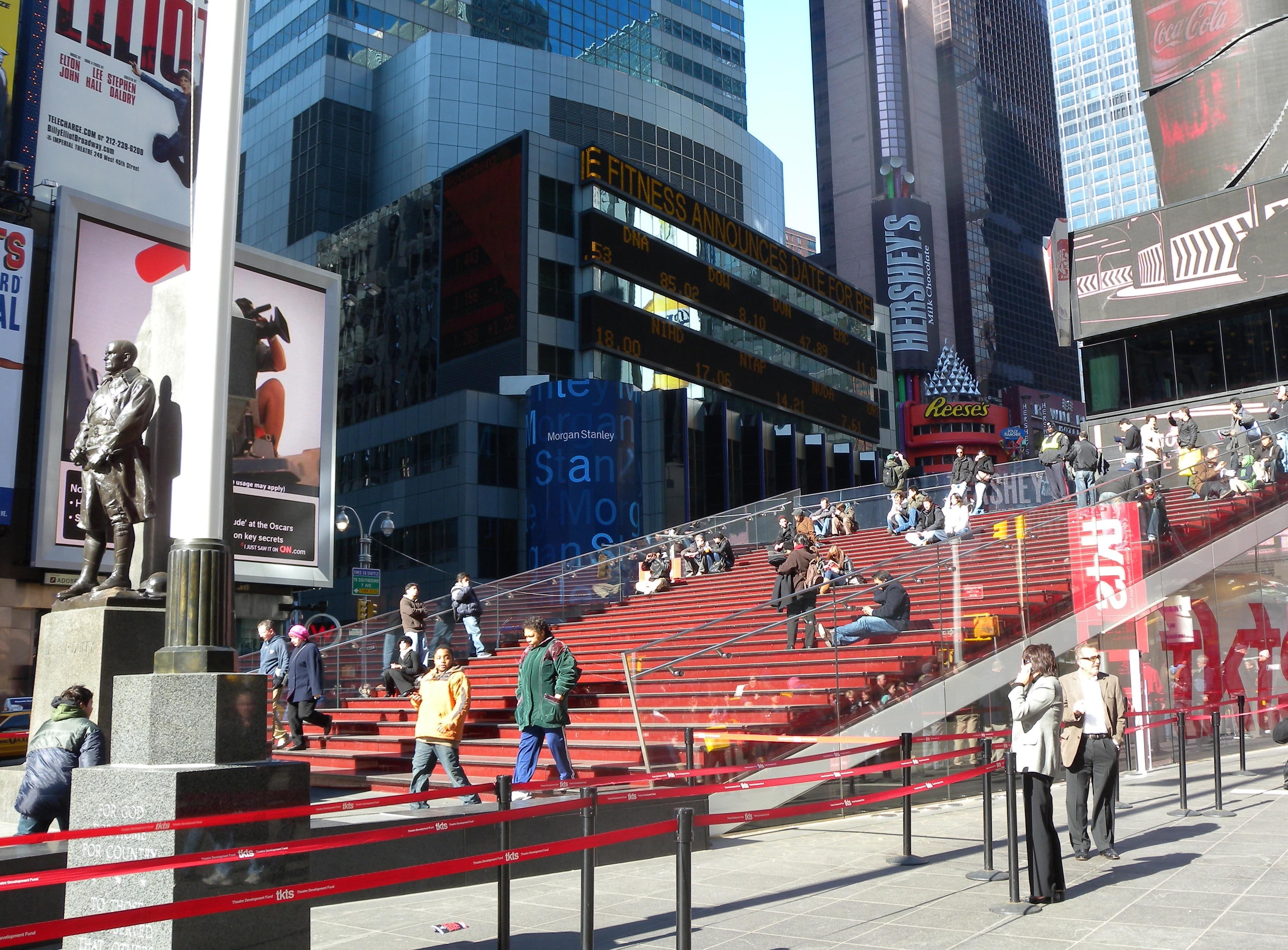
Mùa thứ 25 của The Amazing Race bắt đầu quay phim vào 31/5/2014, tại tượng đài Duffy Square tại Quảng trường Thời đại, thành phố New York.

Quay phim đã bắt đầu vào sáng sớm trong ngày 31/5/2014 tại Times Square tại New York City. Trái ngược với sự bắt đầu của những cuộc đua trước đó, mà thường được tổ chức tại các địa điểm tư nhân hoặc hạn chế người xem để tránh sự "spoiler", CBS mời fan hâm mộ xuất hiện ở đây và xem các đội bắt đầu tại vạch xuất phát. Việc công khai Times Square là vạch xuất phát của  CBS và công bố danh tính của các đội cạnh tranh trong cùng một ngày. Nó đã được tiết lộ vào lúc bắt đầu chặng thay vì Thẻ Ưu Tiên, các đội sẽ được trao tặng một loại thẻ mới để loại bỏ quyền bị loại - gọi là "Save" - vào cuối chặng đầu tiên. Thẻ này có thể được sử dụng khi đội điểm danh cuối cùng tại một chặng có loại trước chặng 9.
Mùa này sẽ đi 26.000 dặm (42.000 km) qua 8 quốc gia,bao gồm chặng đầu tiên tới United States Virgin Islands, Malta, và Đảo Shetland của Scotland.
Tại các điểm khác nhau trong suốt buổi quay của cuộc đua (thường một lần một tập phim), Phil Keoghan vào khóa học mà ông giải thích một nhiệm vụ cho các khán giả trong khi cuộc đua tiếp tục phía sau.
Lần đầu tiên trong lịch sử của The Amazing Race, bốn đội thi đấu trong chặng cuối cùng của cuộc đua. Tuy nhiên, Phil sẽ  loại bỏ một nhóm ở giữa chân cuối cùng, chỉ còn lại ba đội chạy đua để chạm chân tới Thảm Điểm Danh, giành giải thưởng 1 triệu đô.

### Phỏng vấn và các thí sinh
Dàn thí sinh bao gồm VĐV lướt sóng chuyên nghiệp đã kết hôn: Bethany Hamilton - một người sống sót khi bị cá mập tấn công đã được kể lại trong hồi ước của cô ấy và bộ phim Soul Surfers và Adam Dirks, cựu thí sinh của Survivor: South Pacific và vợ chồng Whitney Duncan và Keith Tollefson, và ngôi sao đấu vật chuyên nghiệp Brooke Adams và Robbie E.
Melody Chen từ The Amazing Race Asia 1 là người chào mừng các đội thi tại Trạm Dừng tại chặng 9.
Đây là mùa giải duy nhất trong lịch sử của The Amazing Race, trong đó mỗi đội đến cuối cùng ít nhất một lần trong một Trạm Dừng trong cuộc đua.

## Results
Các đội sau đây đã tham gia vào cuộc đua (được liệt kê cùng với các mối quan hệ của họ và tên đội theo công bố của CBS).
| Đội               | Quan hệ        | Tên đội             | Thứ hạng theo chặng | Thứ hạng theo chặng | Thứ hạng theo chặng | Thứ hạng theo chặng | Thứ hạng theo chặng | Thứ hạng theo chặng | Thứ hạng theo chặng | Thứ hạng theo chặng | Thứ hạng theo chặng | Thứ hạng theo chặng | Thứ hạng theo chặng | Thứ hạng theo chặng | Số lần thực hiện Vượt rào |
| Đội               | Quan hệ        | Tên đội             | 1                   | 2                   | 3                   | 4                   | 5                   | 6                   | 7                   | 8                   | ⊂9⋑                 | 10                  | 11                  | 127                 | Số lần thực hiện Vượt rào |
| ----------------- | -------------- | ------------------- | ------------------- | ------------------- | ------------------- | ------------------- | ------------------- | ------------------- | ------------------- | ------------------- | ------------------- | ------------------- | ------------------- | ------------------- | ------------------------- |
| Amy & Maya        | Nhà khoa học   | Sweet Scientists    | 6                   | 8                   | 5                   | 4                   | 7                   | 6                   | 3                   | 4                   | 4⊃6                 | 2                   | 4                   | 1                   | Amy 5, Maya 5             |
| Misti & Jim       | Nha khoa       | The Dentists        | 1                   | 2                   | 1                   | 83                  | 6                   | 1                   | 1                   | 2                   | 3                   | 1                   | 3                   | 2                   | Misti 5, Jim 5            |
| Adam & Bethany    | VĐV lướt ván   | Soul Surfers        | 5                   | 12                  | 2                   | 7                   | 2                   | 2                   | 5                   | 1ε5                 | 1ƒ                  | 3                   | 2                   | 3                   | Adam 5, Bethany 4         |
| Brooke & Robbie   | VĐV đấu vật    | The Wrestlers       | 4                   | 7                   | 6                   | 2                   | 5                   | 5                   | 4                   | 5                   | 2                   | 4                   | 1                   | 48                  | Brooke 4, Robbie 4        |
| Kym & Alli        | VĐV đua xe đạp | The Cyclists        | 3                   | 3                   | 7                   | 1                   | 1                   | 3                   | 2                   | 3                   | 5                   |                     |                     |                     | Kym 4, Alli 3             |
| Tim & Te Jay      | Yêu nhau       | College Sweethearts | 2                   | 5                   | 8                   | 5                   | 3                   | 4                   | 6                   | 6                   |                     |                     |                     |                     | Tim 3, Te Jay 3           |
| Shelley & Nici    | Mẹ/Con gái     | Mom/Daughter        | 8                   | 9                   | 4                   | 6                   | 4                   | 7                   |                     |                     |                     |                     |                     |                     | Shelley 2,Nici 2          |
| Keith & Whitney   | Đã đính hôn    | Team Nashville      | 91                  | 4                   | 3                   | 3                   | 84                  |                     |                     |                     |                     |                     |                     |                     | Keith 2,Whitney 1         |
| Michael & Scott   | Lính cứu hỏa   | The Firefighters    | 101                 | 6                   | 9                   |                     |                     |                     |                     |                     |                     |                     |                     |                     | Michael 0, Scott 1        |
| Dennis & Isabelle | Tình nhân      | The Dating Couple   | 7                   | 10                  |                     |                     |                     |                     |                     |                     |                     |                     |                     |                     | Dennis 1, Isabelle 0      |
| Lisa & Michelle   | Chị em         | Miami Realtors      | 111                 |                     |                     |                     |                     |                     |                     |                     |                     |                     |                     |                     | Lisa 1, Michelle 0        |

- Chữ đỏ thể hiện các đội đã bị loại khỏi cuộc đua.
- Chữ xanh chỉ đội về cuối trong 1 chặng không loại và phải thực hiện Speed Bump trong chặng sau.
- Chữ xanh lá ƒ thể hiện đội giành được Fast Forward. Nếu nó ở trong số chặng đua, nó thể hiện rằng chặng đó có Fast Forward nhưng không đội nào sử dụng.
- Dấu ε thể hiện đội sử dụng Thẻ Ưu Tiên trong chặng đua.Dấu ə thể hiện đội sử dụng Thẻ Ưu Tiên thứ 2 trong chặng đua.
- Dấu gạch chân thể hiện sẽ không có thời gian nghỉ tại Trạm Dừng và tất cả các đội sẽ phải tiếp tục chặng đua. Đội về nhất Trạm Dừng đó sẽ vẫn nhận được một phần thưởng. Ngoài ra, sẽ không có đội nào bị loại khỏi cuộc đua vào cuối chặng, nhưng vào bất cứ thử thách nào của chặng kế tiếp, sẽ có một đội bị loại giữa chừng.
- Dấu ⊃ hoặc Dấu ⋑ chỉ các đội sử dụng Rào cản hoặc Rào cản Kép; Dấu ⊂ hoặc Dấu ⋐ chỉ các đội bị Rào cản/Rào cản Kép tác động; ⊂⋑ chỉ các đội bị Rào cản/Rào cản Kép tác dộng nhưng lại dùng Rào cản/Rào cản Kép lên đội khác; ⊂ và ⋑ xung quanh số chặng chỉ chặng đó có Rào cản/Rào cản kép nhưng không đội nào sử dụng.

1. ^a b c Keith, Scott, và Lisa không vượt qua Roadblock. Keith & Whitney và Michael & Scott đã được nhận 4 tiếng phạt của họ đã được áp dụng vào đầu chặng tiếp theo. Tuy nhiên, Lisa & Michelle là đội cuối cùng đến và đã được thay vì bị loại khỏi cuộc đua.
2. ^  Adam và Bethany đã tìm thấy Thẻ Ưu Tiên tại chặng này.
3. ^  Misti & Jim đã đến nơi cuối cùng và bàn giao Save để tránh bị loại bỏ của họ. Tuy nhiên, Phil thông báo với họ rằng đó là một chặng không loại và trả lại "Save" cho họ.
4. ^ Keith & Whitney sử dụng U-Turn của họ với Amy & Maya, nhưng vì Amy & Maya đã thông qua U-Turn họ không bị ảnh hưởng.
5. ^  Adam & Bethany sử dụng Express Pass để vượt qua Detour.
6. ^ Amy & Maya sử dụng U-Turn của họ trên Adam & Bethany. Tuy nhiên, Adam & Bethany đã giành được Fast Forward và không phải vượt qua các điểm U-Turn, do đó họ không bị ảnh hưởng.
7. ^ Leg 12 có hai Roadblock và không có Detour. Các thành viên trong nhóm đã ngồi ngoài trong Roadblock đầu tiên đã được yêu cầu để thực hiện lần thứ hai.
8. ^ Brooke & Robbie đã bị loại ở phần giữa của chặng cuối cùng trong Roadblock đầu tiên tại Southwest Marine Warehouse.

## Phần thưởng
Phần thưởng của mỗi chặng sẽ được trao cho đội về nhất mỗi chặng. Những phần thưởng được tài trợ từ Travelocity.
- Chặng 1 – The Save – một phần thưởng giúp các đội thoát loại nếu họ điểm danh cuối cùng vào một chặng loại trước chặng 9.
- Chặng 2 – Một chuyến đu lịch cho hai người tới Thụy Điển.
- Chặng 3 – Một chuyến đu lịch cho hai người tới Dubai.
- Chặng 4 – Ford C-Max Hybrid cho mỗi thành viên.
- Chặng 5 – 5.000 đô cho mỗi thành viên.
- Chặng 6 – Một chuyến đu lịch cho hai người tới Brazil
- Chặng 7 – Một chuyến đu lịch cho hai người tới Ocho Rios, Jamaica
- Chặng 8 – US$10,000 for each team member
- Chặng 9 – Một chuyến đu lịch cho hai người tới Bali
- Chặng 10 – Một chuyến đu lịch cho hai người tới Vietnam
- Chặng 11 – N/A[a]
- Chặng 12 – 1 triệu đô la Mỹ

## Tiêu đề mỗi chặng
1. "Go Big or Go Home (United States Virgin Islands)" – Shelley
2. "When You Gotta Go, You Gotta Go (London, England)" – Nici
3. "Get Your Sheep Together (Shetland Islands, Scotland)" – Mật thư
4. "Thinly Sliced Anchovies (Copenhagen, Đan Mạch)" – Đọc bởi các thành viên của cuộc đua
5. "Morocc'and Roll (Maroc)" – Te Jay
6. "I Feel Like I Just Kissed a Goat (Maroc)" – Robbie
7. "Pretty Fly For a Food Scientist (Sicily, Ý)" – Maya
8. "Hot Sexy Knights (Malta)" – Kym
9. "You're Taking My Tan Off (Singapore)" – Brooke
10. "Smells Like Dirty Tube Socks (Manila, Philippines)" – Robbie
11. "Hooping It Up (Manila, Philippines)" – Adam
12. "All or Nothing (Los Angeles)" – Maya

## Sơ lược cuộc đua

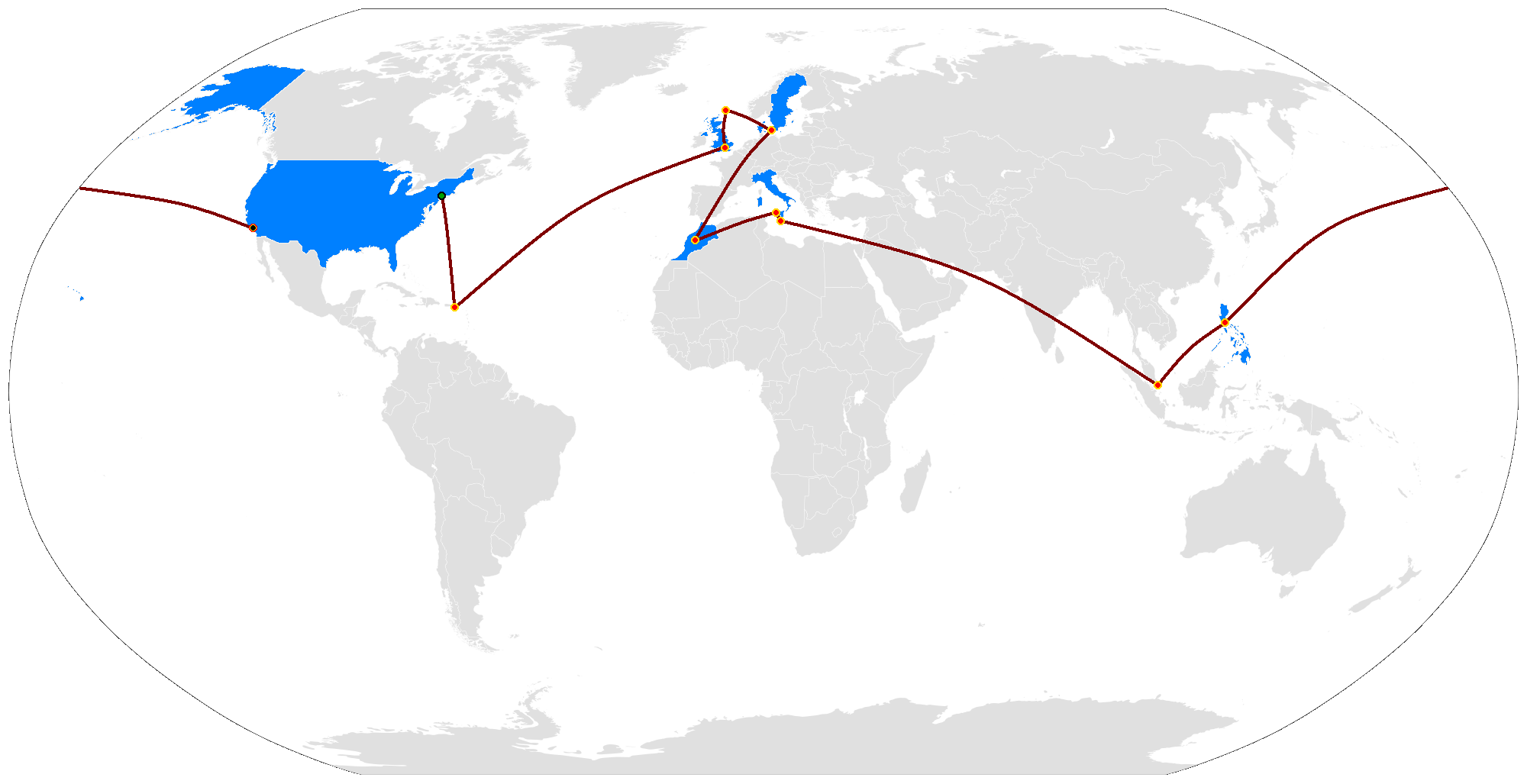
Bản đồ hành trình của The Amazing Race 25.

### Chặng 1 (Mỹ → U.S. Virgin Islands, Hoa Kỳ)
Ngày phát sóng: 26/9/2014

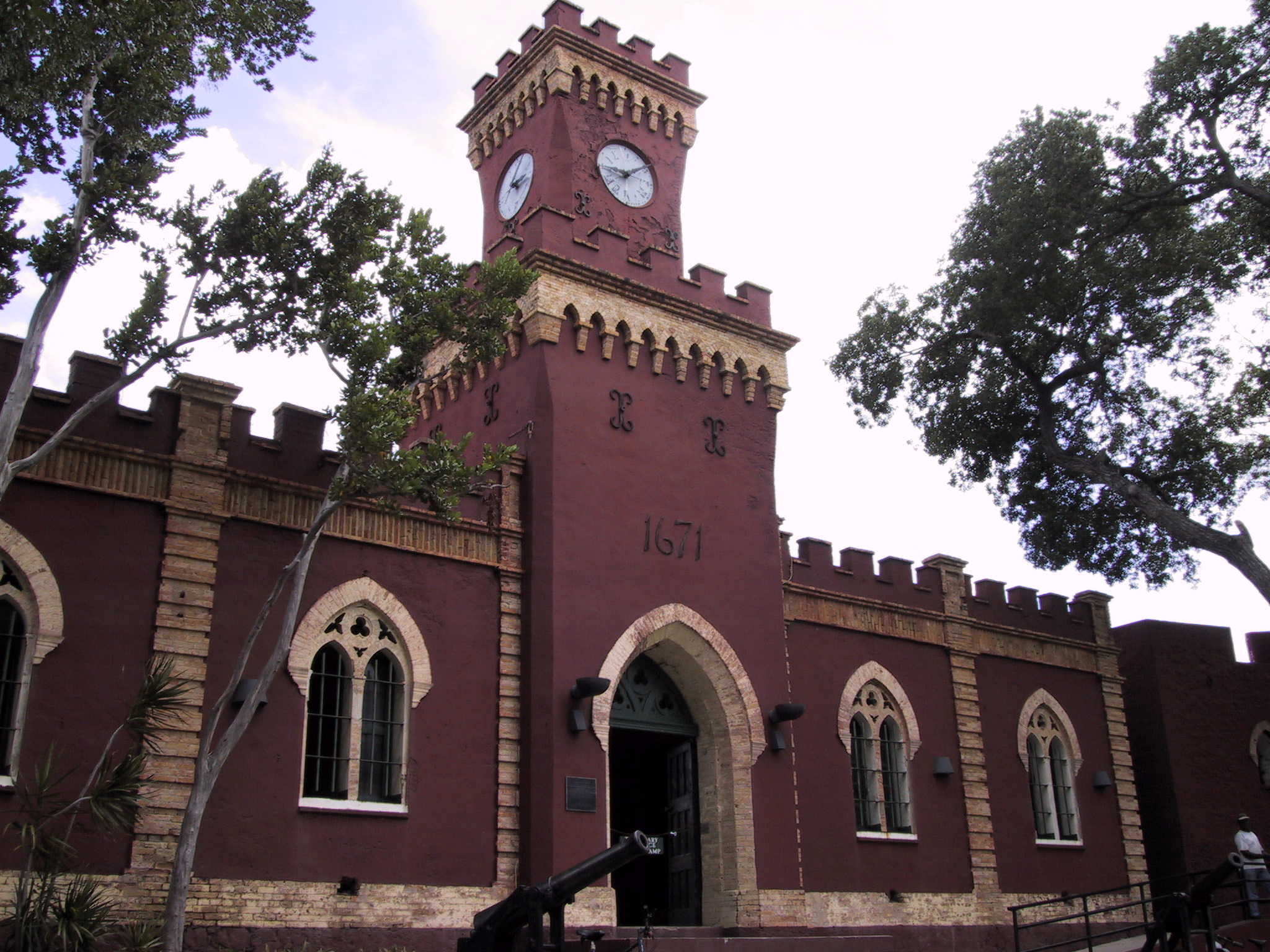
Fort Christian trên Saint Thomas tại United States Virgin Islands là Trạm Dừng của chặng đầu tiên trong mùa thứ 25 của The Amazing Race.

- New York, Hoa Kỳ  (Quảng trường Thời đại – Duffy Square)(Vạch xuất phát)
- Queens (Flushing Meadows–Corona Park – Unisphere)
- New York (Sân bay quốc tế John F. Kennedy) tới Charlotte Amalie, Saint Thomas, United States Virgin Islands  (Sân bay Cyril E. King)
- Charlotte Amalie (Vendors Plaza)
- Charlotte Amalie (Charlotte Amalie Harbor Seaplane Base) tới Lovango Cay
- Lovango Cay tới Carval Rock
- Carval Rock tới Đảo Hans Lollik
- Đảo Hans Lollik (Blackbeard's Revenge)
- Hans Lollik tới Charlotte Amalie (Vịnh Magens)
- Charlotte Amalie (Fort Christian)

Vào lúc bắt đầu của The Amazing Race 25, trong một công lộ ở quảng trường Times thành phố New York, các đội đã được thông báo rằng người chiến thắng trong trận lượt đi này sẽ được trao tặng Save giải mới, cho phép họ tránh được loại bỏ nếu họ ở vị trí cuối cùng trên bất kỳ chân loại bỏ. Sau đó, họ đã đưa ra nhiệm vụ đầu tiên của họ: đầu đến vị trí của các dòng kết thúc của mùa giải đầu tiên của The Amazing Race. Một số nhóm hỏi đám đông cho câu trả lời, mà gửi chúng đến Unisphere ở Flushing Meadows, Queens, nơi họ tìm thấy các đầu mối tiếp theo trong đó tiết lộ điểm đến đầu tiên: Saint Thomas ở đảo Virgin Hoa Kỳ. Các đầu mối thông báo các tay đua mà chỉ có năm đội sẽ được phép kiểm tra trong lần đầu tiên trong hai chuyến bay đến Saint Thomas, với một chuyến bay thứ hai để lại 40 phút sau đó. Cuộc đua đến sân bay bắt đầu.
Khi đến nơi về Saint Thomas, đội đứng đầu đến thành phố Charlotte Amalie của nhà cung cấp để đăng ký cho một trong sáu chuyến bay điều lệ trong một chiếc thủy phi cơ, từng để lại tại thời điểm khác nhau, để Lovango Cay. Một khi các đội đến Lovango Cày, họ lấy một chiếc thuyền ra Carval đá nơi họ được hướng dẫn để leo lên và dọc theo chiều dài của nó. Vào cuối Carval Rock, đội đã phải nhảy xuống nước và bơi đến một loạt các chai trôi nổi mà tổ chức các đầu mối tiếp theo: tìm Revenge thuyền của Blackbeard (một bản sao của hạm của Blackbeard Revenge Queen Anne). Trên tàu, một người đóng vai Blackbeard đã đội đầu mối tiếp theo của họ, trước khi đá họ ra khỏi con tàu của mình. Các đầu mối hướng dẫn các em sử dụng một loạt các thuyền chèo, được kết nối bởi ropeways, để kéo mình vào bờ, nơi họ sẽ tìm đầu mối tiếp theo của họ.
Sau khi lên bờ, các đội tìm thấy rằng đầu mối này đã cho Roadblock mà hỏi "Ai đào?" Một thành viên trong nhóm đã phải chọn ra một tập hợp các hướng với một mốc khởi đầu đặc biệt trên bãi biển (một neo, một tập hợp các thùng, chuông của tàu, và bánh xe của tàu), một la bàn lỏng truyền thống, và một cái xẻng mà đã có dấu hiệu cho chính xác 1 sân (0,91 m) để tìm kiếm các bãi biển cho một kho báu bị chôn vùi trong cát mà tổ chức các đầu mối tiếp theo. Các đội không được cho biết rằng sự chỉ đạo phải đối mặt với họ trên la bàn lỏng là hướng đi mà họ đã phải đối mặt, khiến nhiều người phải tìm kiếm các khu vực sai trái của các bãi biển cho đến khi họ nhận ra sai lầm của họ. Một khi các đội tìm thấy rương báu, các đầu mối hướng dẫn họ đến Pit Stop nằm ở lịch sử Fort Christian.

### Chặng 2 (U.S. Virgin Islands, Hoa Kỳ → Vương quốc Anh)

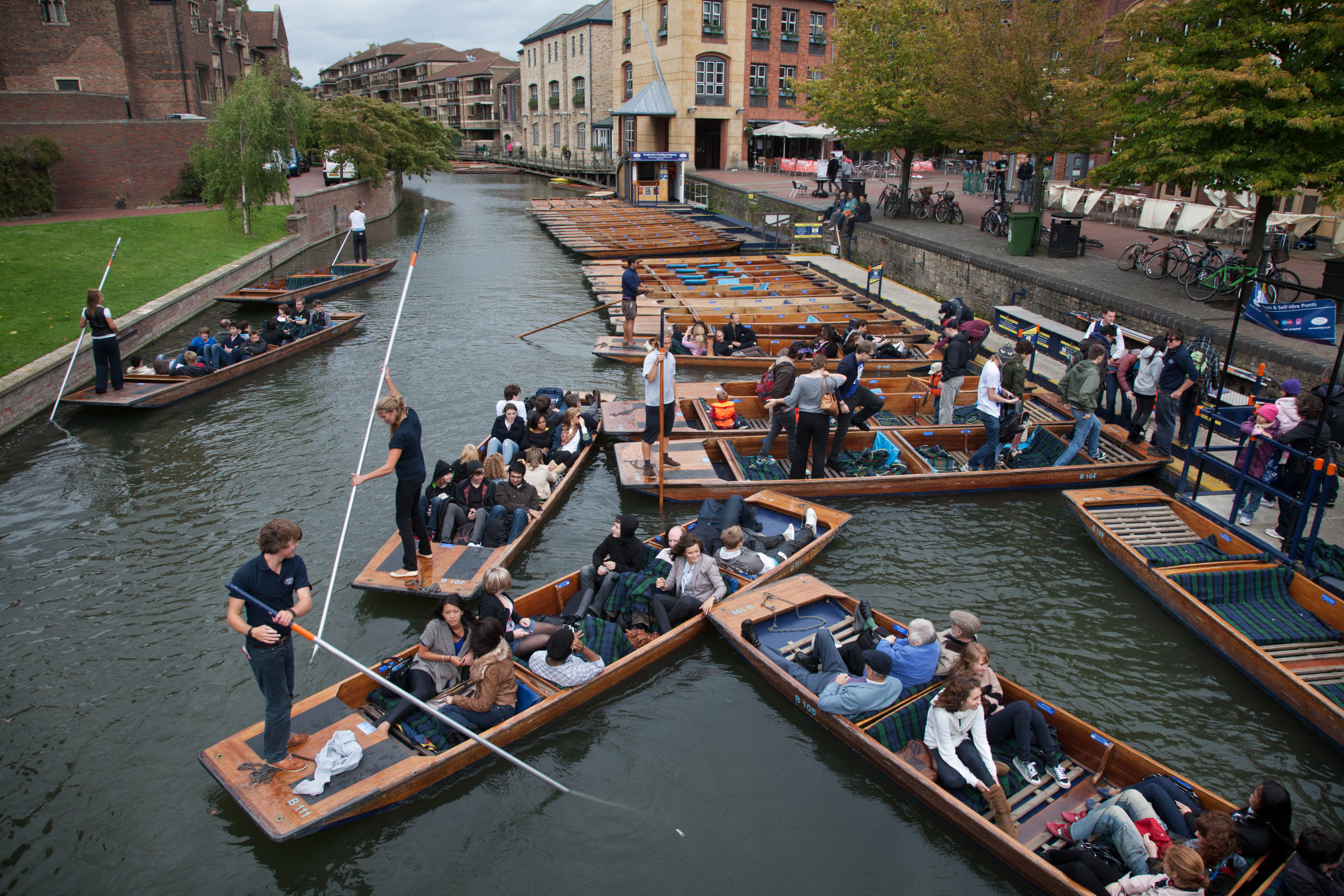
Tại Oxford, các đội sẽ chèo thuyền dọc River Cherwell.

Ngày phát sóng: 3/10/2014
- Charlotte Amalie (Sân bay Cyril E. King) tới London, Anh, Vương quốc Anh (Sân bay London Heathrow)
- London (Tower Bridge)
- Westminster (Somerset House hoặc Victoria Tower Gardens)
- Westminster (Bến xe London Paddington) tới Oxford (Bến xe lửa Oxford)
- Oxford (Magdalen Bridge – Boathouse)
- Oxford (Christ Church College – Tom Quad)   Oxford (Bear Inn) (Nơi Thẻ Ưu Tiên được tìm thấy bởi Adam & Bethany)
- Woodstock (Blenheim Palace)

Tại Fort Christian, các đội đã được đưa ra đầu mối tiếp theo của họ mà thông báo với họ rằng điểm đến tiếp theo của họ là Luân Đôn, Anh. Họ được cho biết rằng chỉ có sáu đội sẽ được phép để có những chuyến bay đầu tiên mà trái một giờ hai mươi phút trước khi lần thứ hai. Khi đến London, các đội đã được nói đến đầu đến Tower Bridge và tìm kiếm các Pearly vua và hoàng hậu là Đấng ban cho các đầu mối tiếp theo.
Đầu mối này đã cho Detour, cho đội một sự lựa chọn giữa "About Face" và "Pancake Race". Trong "About Face", các đội đã đến Somerset House, nơi họ ăn mặc như các thành viên của Nữ hoàng Guard và học được các bước phức tạp của các Thay đổi của lễ Guard. Một khi đội trưởng diễu hành được hài lòng với hiệu suất của họ, ông sẽ giao cho các đầu mối tiếp theo. Trong "Pancake Race", các đội đi đến Victoria Tower Gardens, nơi họ tham gia một tái tạo hàng năm của Quốc hội Pancake Race. Mỗi đồng đội đã phải ăn mặc như một đầu bếp và sau đó nướng một bánh đến sự hài lòng của các đầu bếp trưởng của. Sau khi thực hiện, các đội phải hoàn thành một vòng xung quanh khóa học, liên tục lật bánh kếp của họ, và hoàn thành trong vòng một phút mười lăm giây. Nếu một trong hai người đồng đội rơi bánh, chạy ra khỏi thời gian, hoặc được đánh giá không được flipping đủ bánh, cả hai thành viên trong nhóm sẽ phải bắt đầu lại, nướng bánh mới, trước khi được cho phép để chạy đua một lần nữa.
Các đầu mối sau Detour hướng dẫn các đội để đi du lịch đến thành phố Oxford và sau đó đi đến nhà thuyền Magdalen Bridge, nơi họ tìm thấy nhiệm vụ tiếp theo của họ. Các đội được hướng dẫn để đá trái banh cứ vào Cherwell sông xung quanh đảo Magdalen College. Một đồng đội phải đứng trên đuôi phẳng, được gọi là "Cambridge End", đẩy thuyền dọc theo sông, trong khi đồng đội của họ đứng trên mũi, được gọi là "Oxford End", và vẫy một nhỏ Union Jack cờ. Một khi các đội hoàn thành một vòng quanh đảo Magdalen College, đảm bảo rằng họ đang đứng đúng vị trí trong thuyền, họ được các đầu mối tiếp theo.
Đầu mối này hướng dẫn họ đi đến Christ Church College Oxford, nơi họ được hưởng một mũ quả dưa và một chiếc ô để mang theo với họ cho phần còn lại của chân. Đội đã được thông báo rằng họ có thể mở cửa sổ pop ô dù của mình để có cơ hội Express Pass. Chỉ có một tốc đèo lần đầu tiên kể từ khi The Amazing Race 21. Điều này đã cho họ sự lựa chọn để tìm kiếm Oxford cho Bear Inn để nhặt nó lên nhưng điều này đã liều mạng thời gian có giá trị và có thể loại bỏ. Đội cũng được khuyên là "đấm bowlers của họ", trong đó tiết lộ những cụm từ "Nơi sinh của Churchill" vào bên trong của chiếc mũ. Đội phải tìm ra rằng đây gọi nhà thời thơ ấu Winston Churchill tại Blenheim Palace ở Woodstock, các Pit Stop cho chân này của cuộc đua.